# Grindelia
Grindelia es un género de  plantas de la familia Asteraceae, nativa de América. Tiene 161 especies descritas y de estas solo 61 aceptadas. Grindelia squarrosa es una planta con flores amarillas natural de los Estados Unidos. Grindelia robusta tiene propiedades medicinales.

## Taxonomía
Grindelia fue descrito por  Carl Ludwig Willdenow y publicado en Magazin für die Neuesten Entdeckungen in der Gesammten Naturkunde, Gesellschaft Naturforschender Freunde zu Berlin 1(4): 259–261. 1807. Las especie tipo es: Grindelia inuloides Willd. 

## Especies aceptadas
A continuación se brinda un listado de las especies del género Grindelia aceptadas hasta septiembre de 2014, ordenadas alfabéticamente. Para cada una se indica el nombre binomial seguido del autor, abreviado según las convenciones y usos.	
- Grindelia adenodonta (Steyerm.) G.L.Neso
- Grindelia aegialitis Cabrera
- Grindelia aggregata Steyerm.
- Grindelia andina (Phil.) Phil.
- Grindelia anethifolia (Phil.) A. Bartoli & Tortosa
- Grindelia arizonica A.Gray
- Grindelia boliviana Rusby
- Grindelia brachystephana Griseb.
- Grindelia buphthalmoides DC.
- Grindelia cabrerae Ariza
- Grindelia camporu Greene
- Grindelia chacoensis A. Bartoli & Tortosa
- Grindelia chiloensis (Cornel.) Cabrera
- Grindelia ciliata (Nutt.) Spreng.
- Grindelia confusa Steyerm.
- Grindelia coronensis A.Bartoli & R.D.Tortosa
- Grindelia covasii A.Bartoli & R.D.Tortosa
- Grindelia decumbens Greene
- Grindelia eligulata (Steyerm.) G.L.Neso
- Grindelia fraxinipratensis Revea& Beatley
- Grindelia fruticosa Duna
- Grindelia globularifolia Griseb.
- Grindelia glutinosa (Cav.) Mart. - incienso de México, palancapatli.[4]
- Grindelia grandiflora Hook.
- Grindelia greenmanii Steyerm.
- Grindelia havardii Steyerm.
- Grindelia hintonioru G.L.Neso
- Grindelia hirsutula Hook. & Arn.
- Grindelia howellii Steyerm.
- Grindelia integrifolia DC.
- Grindelia inuloides Willd.
- Grindelia lanceolata Nutt.
- Grindelia linearifolia A. Bartoli, Tortosa & Marchesi
- Grindelia macvaughii G.L.Neso
- Grindelia mendocina A.Bartoli & Tortosa
- Grindelia microcephala DC.
- Grindelia nelsonii Steyerm.
- Grindelia oaxacana G.L.Neso
- Grindelia obovatifolia S.F.Blake
- Grindelia oolepis S.F.Blake
- Grindelia orientalis A.Bartoli, R.D.Tortosa & G.H.Rua
- Grindelia oxylepis Greene
- Grindelia palmeri Steyerm.
- Grindelia patagonica Bartoli & Tortosa
- Grindelia prostrata Bartoli & Tortosa
- Grindelia prunelloides (Poepp. ex Less.) A. Bartoli & Tortosa
- Grindelia puberula Hook. & Arn.
- Grindelia pulchella Duna
- Grindelia pusilla (Steyerm.) G.L.Neso
- Grindelia pygmaea Cabrera
- Grindelia ragonesei Cabrera
- Grindelia robinsonii Steyerm.
- Grindelia robusta Nutt.
- Grindelia rupestris A.Bartoli, R.D.Tortosa & E.Marchesi
- Grindelia scabra Greene
- Grindelia scorzonerifolia Hook. & Arn.
- Grindelia squarrosa (Pursh) Duna
- Grindelia subalpina Greene
- Grindelia subdecurrens DC.
- Grindelia sublanuginosa Steyerm.
- Grindelia tarapacana Phil.
- Grindelia tehuelches (Speg.) Cabrera
- Grindelia tenella Steyerm.
- Grindelia turneri G.L.Neso
- Grindelia ventanensis A.Bartoli & R.D.Tortosa
- Grindelia vetimontis G.L.Neso
- Grindelia villarrealii G.L.Neso